# پروژه فلوریدا
پروژهٔ فلوریدا فیلمی درام آمریکایی به کارگردانی شان اس. بیکر و محصول سال ۲۰۱۷ است.
این فیلم برای رقابت در بخش دو هفته کارگردانان هفتادمین جشنواره فیلم کن انتخاب شد.

## داستان فیلم
مونی دختر شش‌ساله‌ای است که با مادر جوان و مجردش هیلی، در متلی ارزان‌قیمت به نام «مجیک کسل» در کیسیمی، فلوریدا، نزدیک به والت دیزنی ورلد زندگی می‌کنند.
مونی بیشتر روزهای تابستان خود را بدون نظارت بزرگسالان و با بازیگوشی و شیطنت با دوستانش، اسکوتی و دیکی، سپری می‌کند. آن‌ها با ماجراجویی‌های کودکانه خود، مدیر مهربان متل، بابی را اذیت می‌کنند. بابی با وجود مشکلاتی که این کودکان ایجاد می‌کنند، نگران رفاه آن‌هاست و سعی در حمایت از ساکنان متل دارد.
هیلی که شغل خود را عنوان استریپر در کلوبی شبانه از دست داده، برای تأمین هزینه‌های زندگی به فروش عطرهای تقلبی و در نهایت به سکس آنلاین روی می‌آورد. با وخیم‌تر شدن وضعیت مالی، تنش‌ها افزایش می‌یابد و در نهایت مداخلهٔ مقامات اجتماعی منجر به جدایی مونی از مادرش می‌شود. در پایان، مونی با دوست جدیدش، جنسی، به والت دیزنی ورلد فرار می‌کند تا از واقعیت تلخ زندگی خود بگریزد.

## بازیگران
- ویلم دفو
- بروکلین پرنس